# Hoover Orsi

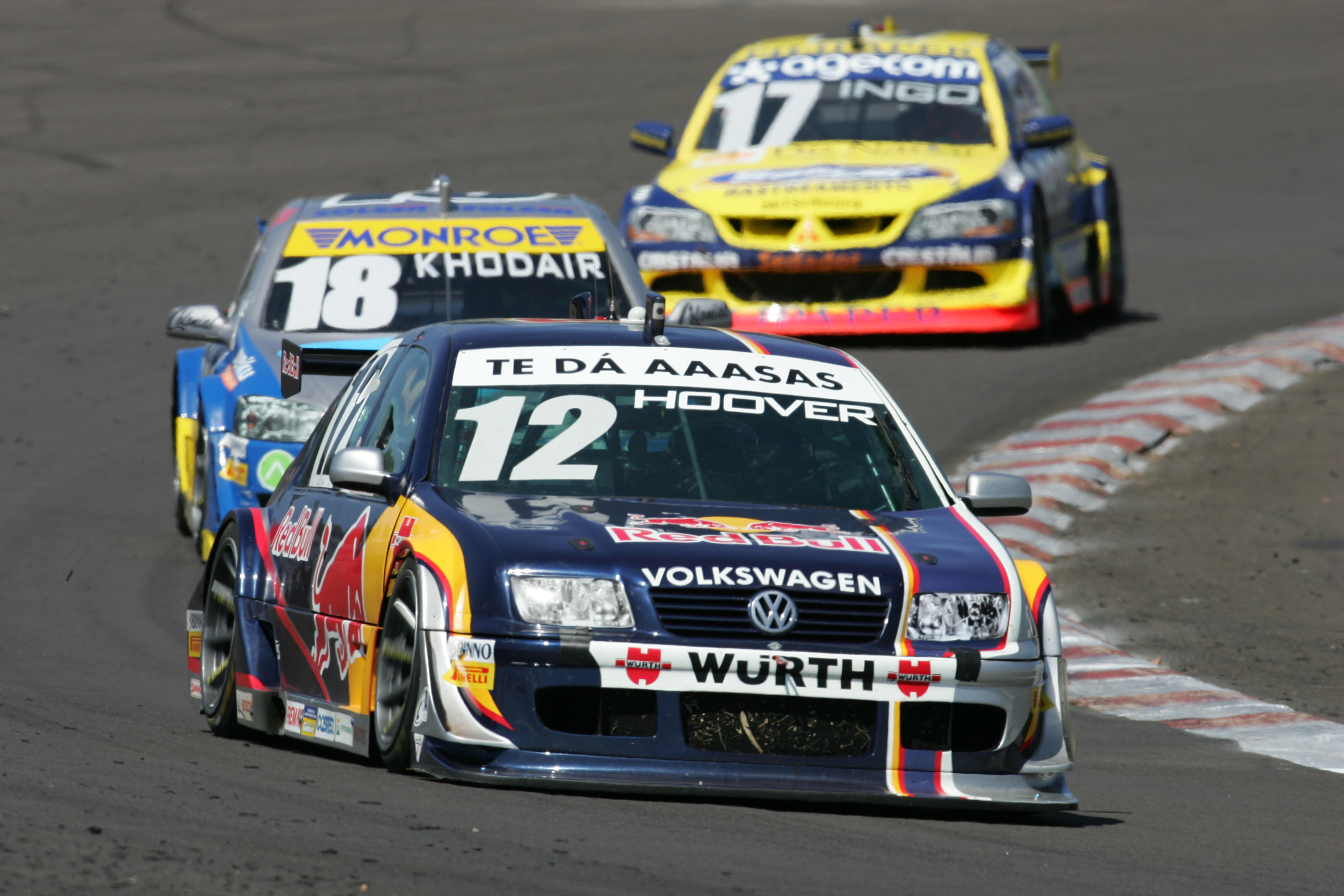
Hoover Orsi rijdt voor tijdens Stock Car Tarumã 2007

Hoover Orsi (Campo Grande, 16 mei 1978) is een Braziliaans stock car coureur. Hij heeft gereden in de Atlantic Series en rijdt momenteel in de Copa NEXTEL Stock Car voor Red Bull Racing in een Volkswagen Bora, hij rijdt daar samen met Daniel Serra.

## Carrière
- 1990-1994 - Karting (kampioen in 1993).
- 1995 - Zuid-Amerikaanse Formule Ford (vice kampioen).
- 1996-1997 - Formule Renault BARC (beste resultaat: 4e 1997).
- 1998  - Formule Renault 2.0
- 1999 - Zuid-Amerikaanse Formule 3.
- 2000-2001 - Atlantic Series (kampioen 2001)
- 2004-heden - Copa NEXTEL Stock Car